# بدون ذكر أسماء (مسلسل)
بدون ذكر أسماء، مسلسل تلفزيوني مصري عرض في رمضان 1434هـ/2013م .

## قصة المسلسل
تدور أحداثه في فترة الثمانينيات، ويرصد الحياة السياسية والاجتماعية بمصر طوال هذه الفترة وخصوصا نمو التيارات الإسلامية طوال هذا الوقت وكيف تكونت القيادات السياسية الحالية وفكرهم وتاريخهم وتطرق العمل كذلك لظاهرة التسول وسلبيات الإعلام خصوصا الصحافة.

## طاقم التمثيل
- محمد ابو الوفا
- أحمد الفيشاوي
- روبي
- حورية فرغلي
- عبد العزيز مخيون
- وليد فواز
- محمد فراج
- شيرين رضا
- ناهد رشدي
- صفوة
- فريدة سيف النصر
- أحمد راتب
- محمد علي رزق
- سهر الصايغ
- مي سليم